# سیارک ۱۰۰۴۳
سیارک ۱۰۰۴۳ (به انگلیسی: 10043 Janegann، نامگذاری:1985PN) ده هزار و چهل و سومین سیارک کشف شده‌است که در ۱۴ اوت ۱۹۸۵ کشف شد.
قدر مطلق سیارک برابر ۱۱٫۹۰ است.